# حافلة شتلاند

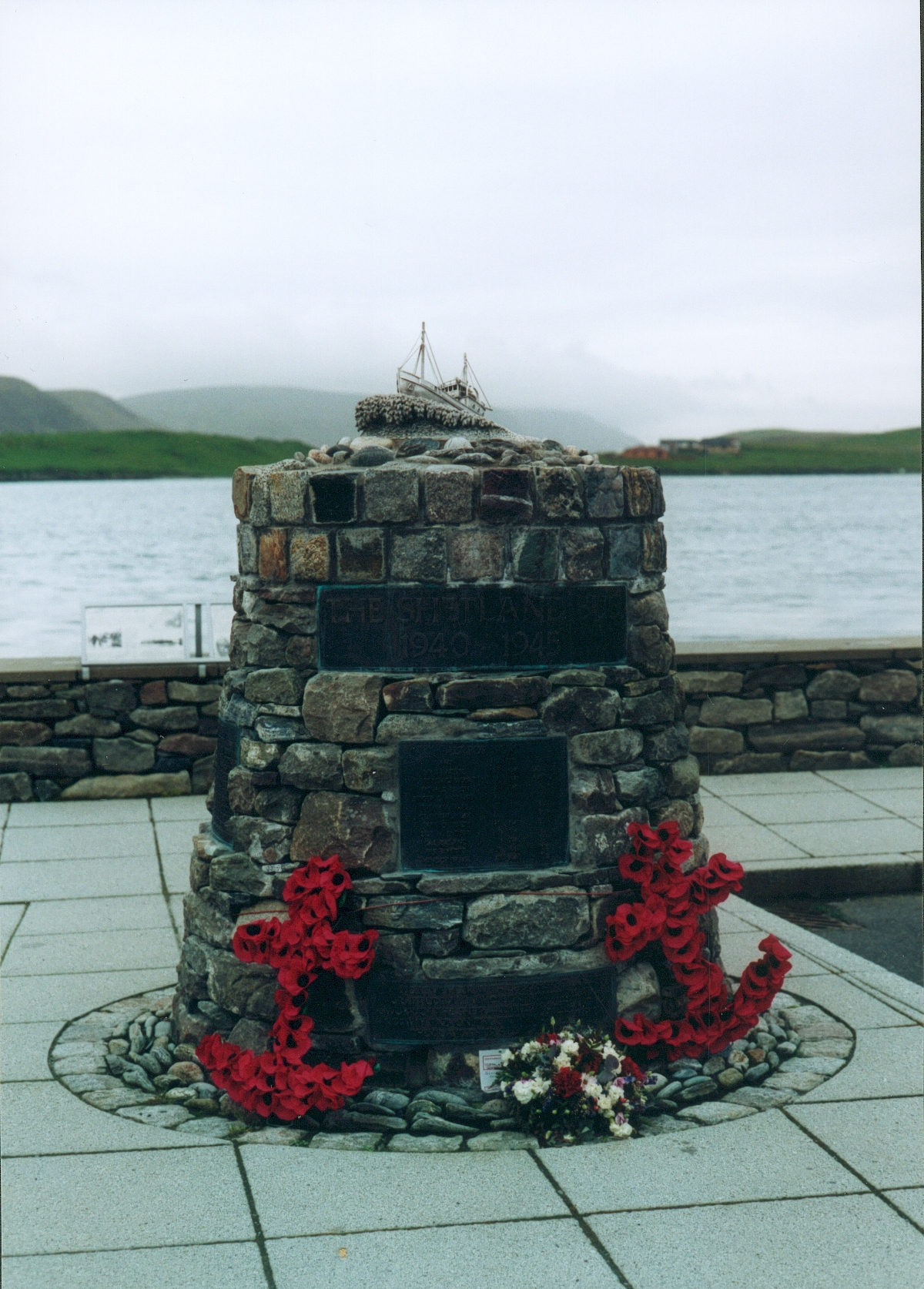

حافلة شِتلَند (بالإنجليزية: Shetland bus)‏، وهو اسم مستعار أُطلق على مجموعة العمليات الخاصة السرية التي شكلت حلقة وصل مستمرة بين أراضي جزر شِتلَند باسكتلندا وأراضي النرويج المُحتَلة بواسطة ألمانيا منذ عام 1941 وحتى استسلام ألمانيا النازية يوم 8 مايو عام 1945. أصبح الاسم الرسمي للمجموعة، منذ منتصف عام 1942 «وحدة البحرية النرويجية المستقلة». وأصبحت جزءًا من قوات البحرية الملكية النرويجية في أكتوبر عام 1943، وأُعيدت تسميتها إلى «الوحدة الخاصة للبحرية النرويجية الملكية». كان عتاد الوحدة في البداية عبارة عن مجموعة من قوارب الصيد، وزُودت بعد ذلك بثلاث قطع بحرية سريعة ومُسلحة جيدًا من نوع مطاردات الغواصات وهي: فيغرا، وهيسا، وهيترا.
نُفذت عمليات العبور في الشتاء تحت غطاء الليل. وكان طاقم العملية يتحمل الظروف شديدة القسوة لبحر الشمال في هذا الوقت في غياب أي مصدر للإضاءة، مع خطورة اكتشافهم بواسطة الدوريات الألمانية عبر القوارب والطائرات. كان من المحتمل أيضًا أن يُقبض على أعضاء العملية خلال تنفيذ مهامهم الخاصة على الساحل النرويجي.
تقرر في بداية المهمة أن التمويه خير وسيلة للدفاع، وعليه تنكرت القوارب المستخدمة في العمليات على هيئة قوارب صيد، وتنكر الطاقم على هيئة صيادين. سُلحت قوارب الصيد تلك بمدافع رشاشة خفيفة، وأُخفيت هذه الأسلحة داخل براميل الزيت الموجودة على متن هذه القوارب. كان هناك تهديد مستمر بكشف القوات الألمانية لهذه العملية، وكُشفت بالفعل العديد من العمليات الأخرى المشابهة لهذه العملية، وتعتبر حادثة «تيلافوغ» المأساوية في ربيع عام 1942 أحد أشهر الأمثلة على هذه العمليات الفاشلة. كانت هناك خسائر عديدة في قوارب الصيد التي استُخدمت في بدايات هذه المهمة، ولكن لم تتكبد المهمة أي خسائر أخرى بعد تزويدها بمطاردات الغواصات فيما بعد.

## أبرز الأعضاء
كان طاقم مهمة حافلة شِتلَند مكونًا من مجموعة من الرجال المقيمين على الساحل، والصيادين، والبحارة ممن تتوفر لديهم معلومات محلية مُفصلة عن المنطقة. انضم أغلبهم للمهمة بعد الاحتلال الألماني للنرويج، وانضم بعضهم مستخدمين قواربهم الخاصة، واستخدم البعض الآخر قوارب مسروقة بعد الحصول على موافقة أصحابها على استخدامها في هذه المهمة الوطنية. كان أغلب أعضاء هذه المهمة من الشباب اليافع، إذ تراوحت أعمارهم بين 20 إلى  30 سنة، بل كان يقل سن بعضهم عن العشرين سنة أيضًا. وقام أغلبهم بعدد من عمليات النقل البحري في ربيع وصيف عام 1940 لإنقاذ الجنود البريطانيين العالقين بالشاطئ النرويجي بعد الحملة العسكرية على النرويج، بالإضافة إلى نقل بعض المواطنين البريطانيين المقيمين بالنرويج حينها.

### لايف لارشن
وُلد لارشن يوم 9 يناير عام 1906 وتوفي يوم 12 أكتوبر عام 1990، ولُقب بشِتلَند لارشن، ويعتبر أشهر أعضاء مهمة حافلة شِتلَند. قام لارشن بـ 52 رحلة بحرية إلى النرويج خلال هذه المهمة، ويعتبر أكثر الضباط البحريين الحاصلين على أوسمة ضمن قوات الحلفاء خلال الحرب العالمية الثانية. وُلد لارشن بمدينة برغن بالنرويج، وانضم إلى قوات المتطوعين النرويجيين خلال حرب الشتاء الفنلندية، ثم وقع الاحتلال الألماني للنرويج بعد انتهاء هذه الحرب بفترة وجيزة.
وصل لارشن إلى شِتلَند على متن القارب «إم/بي موتيغ 1» يوم 11 فبراير عام 1941. وتدرب مع «مجموعة لينغ» النرويجية في إنكلترا واسكتلندا قبل أن يتجه إلى بلدة ليرويك الاسكتلندية يوم 19 أغسطس عام 1941. أصبح لارشن ربانًا بعد غرق المركبة من نوع زارعة الألغام التي كان يعمل مساعد ربان على متنها والتي كانت تسمى «بحر الشمال»، وتمكن حينها من اختيار طاقمه. شمل أول طاقم له كلًا من بالمر بيورني، ولايف كين، وأرني كين، وكور إيفرشن، وكارشتن سانغولت، ونيلز نيبن، وأوتو بليتن. وكان القارب «إم/كي آرثر» أول قارب يقوده لارشن، وهو القارب الذي استولى عليه أثناء هروبه من النرويج بعد تحطم زارعة الألغام «بحر الشمال». انطلقت أول رحلة للارشن، بصفته ربان الرحلة، يوم 8 نوفمبر عام 1941 من جزر شِتلَند. أبحر الطاقم عند عودته إلى شِتلَند وسط عاصفة عنيفة سقط خلالها كارشتن سانغولت من على متن السفينة وغرق في البحر. أبحر لارشن في العديد من الرحلات على متن القارب آرثر، ولكنه قاد عدة قوارب أخرى أيضًا مثل «إم/بي سيغلوس»، و«إم/بي فايا». اضطر لارشن أن يهجر قاربه آرثر في مضيق تروندهايم بعد محاولة هجوم فاشلة على السفينة الحربية الألمانية تيربيتز، وذلك في أكتوبر عام 1942. وتمكن لارشن من الهروب مع طاقمه إلى السويد.
تعرض لارشن للهجوم على متن قاربه «إم/كي بيريهولم» بواسطة طائرات الجيش الألماني أثناء عودته إلى بلدية ترانا بمقاطعة نورلان النرويجية يوم 23 مارس عام 1943. غرق القارب، وتعرض لارشن وأغلب طاقمه إلى إصابات بالغة، وظلوا يجدفون عدة أيام حتى وصلوا إلى ساحل النرويج بالقرب من مدينة أوليسوند، ولكن مات نيلز فيكا، أحد أفراد الطاقم، متأثرًا بجراحه. وكان بقية أفراد الطاقم هم: أندرياس فاروي، ويوهانس كالفو، وفين كلوسين، وغونار كلوسين، وأود هانسن، وويليام إينوكسن. أُنقذ الطاقم يوم 14 أبريل، بعد اختبائه بعدة أماكن، بواسطة قارب طوربيدات من ليرويك بقيادة الملازم بروبيرغ. وصلت مطاردات الغواصات الجديدة في أكتوبر عام 1943، وتولى لارشن قيادة القارب فيغرا، برتبة ملازم أول بحري. بلغ عدد الرحلات إلى النرويج التي قام بها لارشن خلال هذه المهمة على متن قوارب الصيد ومطاردات الغواصات 52 رحلةً.
الأوسمة البريطانية التي حصل عليها:
- ميدالية البسالة البارزة (CGM).
- شريط وميدالية الخدمة المتميزة (DSM).
- صليب الخدمة المتميزة (DSC).
- وسام مجموعة الخدمة المتميزة (DSO).

الأوسمة النرويجية التي حصل عليها:
- صليب الحرب مع السيف.
- ميدالية سانت أولاف.
- ميدالية الحرب النرويجية.
- ميدالية الدفاع 1940-1950.

## في الثقافة العامة
صُنعت أفلام سينمائية صورت مهمة حافلة شِتلَند، منها الفيلم الذي عُرض باسم مهمة انتحارية في الولايات المتحدة عام 1954، ولعب لايف لارشن دوره في هذا الفيلم بنفسه.